# Filistatoides insignis
Espèce
Synonymes
- Filistata insignis O. Pickard-Cambridge, 1896

Filistatoides insignis est une espèce d'araignées aranéomorphes de la famille des Filistatidae.

## Distribution
Cette espèce se rencontre au Guatemala et au Mexique.

## Description
Le mâle décrit par Brescovit, Sánchez-Ruiz et Alayón en 2016 mesure 3,0 mm et la femelle 4,5 mm

## Publication originale
- O. Pickard-Cambridge, 1896 : Arachnida. Araneida. Biologia Centrali-Americana, Zoology. London, vol. 1, p. 161-224 (texte intégral).